# شمع التطعيم

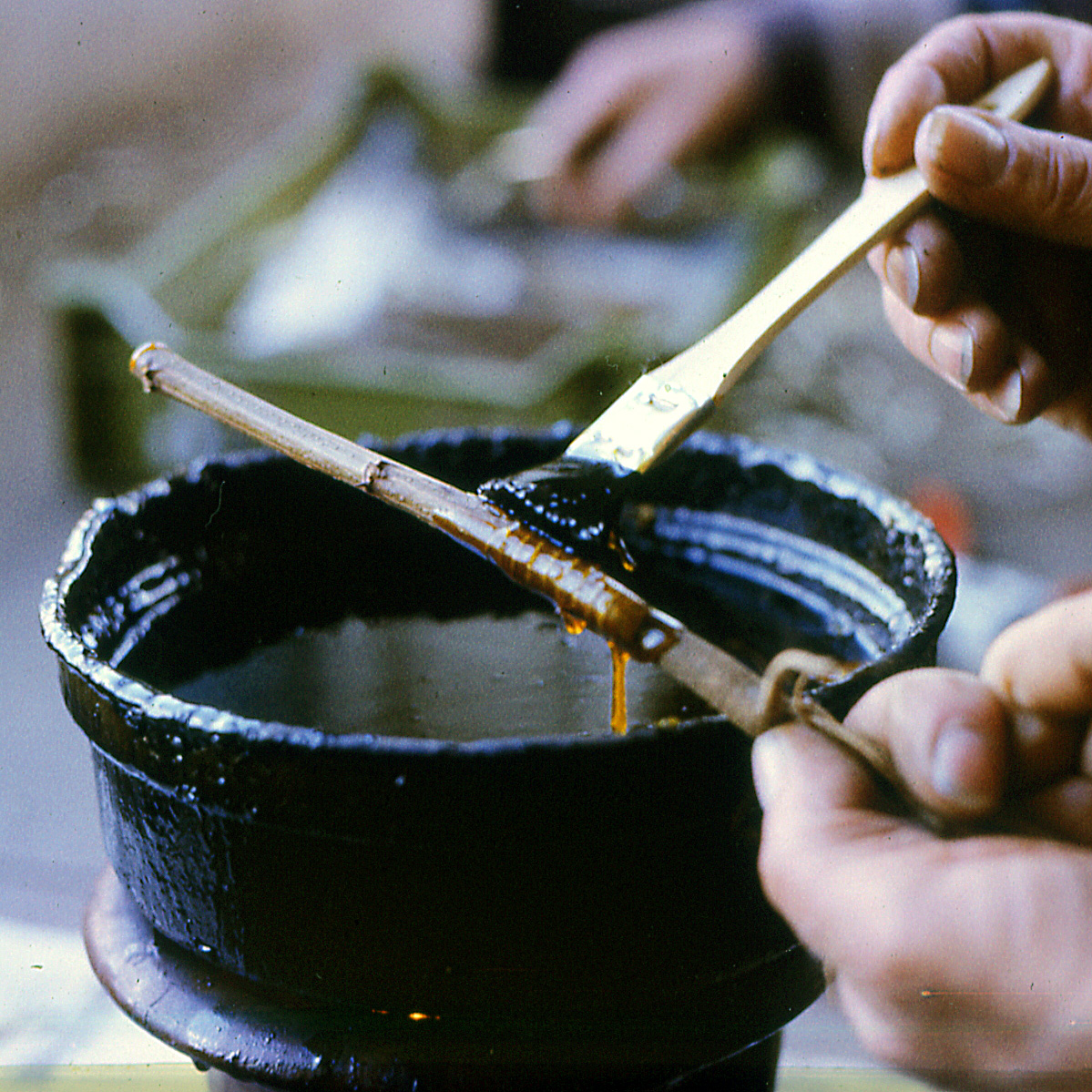
شمع التطعيم

شمع التطعيم هو مزيج من الراتنج وشمع العسل والدهن الحيواني ومواد مشابهة، ويُستخدم في لصق وسد الجروح الناتجة عن تطعيم الأشجار أو الشجيرات حديثًا، بهدف حمايتها من العدوى. أما التركيبة المستخدمة حاليًا في شمال غرب الولايات المتحدة لتطعيم أشجار الفاكهة، فهي تستند إلى خلطة ابتكرها ألبرت ساك، وهو مهاجر ألماني من روسيا. وتظل التركيبة الأصلية الدقيقة سرًا عائليًا محفوظًا بعناية.